# Élisabeth de Wurtemberg (1933-2022)
Ne doit pas être confondue avec Élisabeth de Wurtemberg.
Élisabeth de Wurtemberg (en allemand : Elisabeth Herzogin von Württemberg), duchesse de Wurtemberg puis par mariage princesse des Deux-Siciles, née le 2 février 1933 à Stuttgart en Allemagne et morte le 22 janvier 2022 à Bristol au Royaume-Uni, est un membre de la maison de Wurtemberg puis de la maison de Bourbon-Siciles.

## Biographie
Élisabeth de Wurtemberg (Elisabeth Maria Margarethe Alix Helene Rosa Philippine Christine Josepha Therese vom Kinde Jesu Herzogin von Württemberg), naît le 2 février 1933 à Stuttgart, en Allemagne. Elle est la fille du duc Philippe Albert de Wurtemberg, chef de la maison de Wurtemberg, et de l'archiduchesse Rose-Marie de Habsbourg-Toscane. Elle est baptisée le 6 février 1933, tenue par sa tante paternelle la duchesse Margarethe de Wurtemberg.
Par son père, elle est la petite-fille du duc Albert de Wurtemberg, dernier prince héritier de Wurtemberg, et de l'archiduchesse Marguerite de Habsbourg-Lorraine ; par sa mère, elle est la petite-fille de l'archiduc Pierre-Ferdinand de Habsbourg-Toscane, grand-duc de Toscane, et de la princesse Marie-Christine de Bourbon-Siciles. Sa sœur cadette, la duchesse Marie-Thérèse de Wurtemberg, se marie en 1957 avec Henri d'Orléans, héritier du trône de France (dont elle divorce en 1984), et son frère, le duc Charles de Wurtemberg, est, de 1975 à 2022, prétendant au trône de Wurtemberg.
Après l'arrivée au pouvoir d'Hitler en Allemagne, sa famille est contrainte de quitter Stuttgart en 1934 pour s'installer dans la banlieue de Berlin en raison de l'hostilité des dirigeants nazis à l'égard des anciennes dynasties allemandes.
Élisabeth de Wurtemberg meurt à Bristol au Royaume-Uni, où elle résidait chez sa fille cadette depuis son veuvage, des suites d'une longue maladie, le 22 janvier 2022, à l'âge de 88 ans,,. Elle est inhumée le 4 février suivant dans la crypte de l'église Saint-Michel du château d'Altshausen, résidence de la maison de Wurtemberg.

## Mariage et descendance
Le 18 juillet 1958, elle épouse civilement le prince Antoine de Bourbon-Siciles (1929-2019), fils du prince Gabriel de Bourbon-Siciles et de sa première épouse, la princesse Malgorzata Izabella Czartoryska. Le mariage religieux a lieu le lendemain en la chapelle du château d'Altshausen, propriété des ducs de Wurtemberg en Allemagne.
Le couple a quatre enfants et sept petits-enfants,, :
- le prince François de Bourbon-Siciles (es) (né le 20 juin 1960 à Ravensbourg), qui épouse, le 2 juin 2000 à Genève (Suisse), la comtesse Alexandra de Schönborn-Wiesentheid (née le 2 juin 1967 à Zurich), fille du comte Franz-Clemens de Schönborn-Wiesentheid et de la princesse Tatjana Konstantinovna Gorchakov, d'où postérité : le prince Antoine de Bourbon-Siciles (es) (né le 6 juin 2003 à Genève) et la princesse Dorothée de Bourbon-Siciles (née le 10 mai 2005 à Zurich) ;
- la princesse Marie-Caroline de Bourbon-Siciles (née le 18 juillet 1962 à Friedrichshafen), qui épouse, le 6 mai 1988 à Tübingen, le Dr Andreas Baumbach (né le 30 avril 1963 à Tübingen), d'où postérité : Philipp Baumbach (1996), Alexander Baumbach (1998) et Constantin Baumbach (2000) ;
- le prince Janvier de Bourbon-Siciles (né le 27 janvier 1966 à Ravensbourg), resté célibataire ;
- la princesse Marie‑Annonciade de Bourbon‑Siciles (née le 18 février 1973 à Friedrichshafen), qui épouse, le 2 août 2003 à la cathédrale Saint-Henri d'Helsinki (Finlande), le comte Carl Fredrik Creutz (né le 11 novembre 1971), fils du comte Carl Johan Lennart Creutz (1946) et de Kristina Maria Kemner (1948), d'où postérité : la comtesse Sophie Creutz (2007) et la comtesse Charlotte Creutz (2011).

## Distinction
- Dame grand-croix de justice de l'ordre sacré et militaire constantinien de Saint-Georges[11].

## Titulature
- 2 février 1933 – 18 juillet 1958 : Son Altesse Royale la duchesse Élisabeth de Wurtemberg ;
- 18 juillet 1958 – 22 janvier 2022 : Son Altesse Royale la princesse Élisabeth de Bourbon-Siciles.